# Somaligalago
De somaligalago (Galago gallarum)  is een zoogdier uit de familie van de galago's (Galagidae). De wetenschappelijke naam van de soort werd voor het eerst geldig gepubliceerd door Thomas in 1901.

## Voorkomen
De soort komt voor in Ethiopië, Kenia en Somalië. De Somaligalago komt voor tussen de Shebellerivier in Somalië en de Tanarivier in Kenia, tot het Turkanameer en de Ethiopische meren van de Grote Slenk.